# Simo
För andra betydelser, se Simo (olika betydelser).
Simo är en kommun i landskapet Lappland i Finland. Simo har 2 904 invånare (2021), på en yta av 2 086,31 km². Kommunen gränsar till Kemi och Keminmaa i väster, Tervola i nordväst, Ranua i öster och i söder till Ijo och landskapet Norra Österbotten.
Simo är en enspråkigt finsk kommun.

## Historia
År 1488 nämns Simo som annexförsamling till Ijo men hade vid ingången till nya tiden förlorat sin ställning. Detta skedde i början av 1500-talet då kapellet anslöts till Kemi kyrksocken.

## Tätorter
Vid Statistikcentralens tätortsavgränsning den 31 december 2021 fanns tre tätorter inom Simo kommuns område:
| Nr | Tätort                | Folkmängd |
| -- | --------------------- | --------- |
| 1  | Simo stationssamhälle | 746       |
| 2  | Maksniemi             | 562       |
| 3  | Simo kyrkoby          | 228       |

## Politik

### Mandatfördelning i Simo kommun, valen 1976–2021
| 7 | 2 | 17 |  |

| 7 | 2 | 16 | 2 |

| 6 | 2 |  | 17 |  |

| 6 | 3 |  | 16 |  |

| 7 | 4 | 14 | 2 |

| 6 | 3 | 17 |  |

| 5 | 2 | 13 | 1 |

| 5 | 2 | 13 | 1 |

| 13 | 8 |

| 5 | 2 | 12 | 2 |

| 14 | 7 |

| 3 | 1 | 1 | 3 | 11 | 2 |

| 16 | 5 |

| 4 | 1 | 2 | 9 | 1 |

| 10 | 7 |

| 3 | 3 | 9 | 2 |

| 11 | 6 |

### Valresultat i kommunalvalet 2017
| Parti                 | Parti                             | Röstfördelning | Röstfördelning | Röstfördelning | Röstfördelning | Mandatfördelning | Mandatfördelning |
| Parti                 | Parti                             | Antal          | Andel %        | Antal +−       | Andel % +−     | Antal            | +−               |
| --------------------- | --------------------------------- | -------------- | -------------- | -------------- | -------------- | ---------------- | ---------------- |
|                       | Centern i Finland                 | 784            | 48,7           | -30            | +2,6           | 9                | -2               |
|                       | Vänsterförbundet                  | 335            | 20,8           | +80            | +6,4           | 4                | +1               |
|                       | Sannfinländarna                   | 213            | 13,2           | -43            | -1,3           | 2                | -1               |
|                       | Samlingspartiet                   | 106            | 6,6            | -104           | -5,3           | 1                | -1               |
|                       | Finlands Socialdemokratiska Parti | 89             | 5,5            | -34            | -1,4           | 1                | -1               |
|                       | Hyvä Simo                         | 82             | 5,1            | Ny             | Ny             | 0                | 0                |
| Giltiga röster totalt | Giltiga röster totalt             | 1 609          | 100,0          | -155           | —              | 17               | -4               |
| Ogiltiga röster       | Ogiltiga röster                   | 19             | 1,2            | —              | —              |                  |                  |
| Valdeltagande         | Valdeltagande                     | 1 628          | 63,8           | —              | -1,9           |                  |                  |
| Röstberättigade       | Röstberättigade                   | 2 552          | —              | -158           | —              |                  |                  |

Källa:

## Demografi

### Befolkningsutveckling
| Befolkningsutvecklingen i Simo 1975–2020                                                                     | Befolkningsutvecklingen i Simo 1975–2020 | Befolkningsutvecklingen i Simo 1975–2020 | Befolkningsutvecklingen i Simo 1975–2020 | Befolkningsutvecklingen i Simo 1975–2020 |
| --- | ---------------------------------------- | ---------------------------------------- | ---------------------------------------- | ---------------------------------------- |
| |                                          |                                          |                                          |                                          |
| År |                                          |                                          | Folkmängd                                |                                          |
| 1975 | 1975                                     |                                          | 4 150                                    |                                          |
| 1980 | 1980                                     |                                          | 4 197                                    |                                          |
| 1985 | 1985                                     |                                          | 4 275                                    |                                          |
| 1990 | 1990                                     |                                          | 4 276                                    |                                          |
| 1995 | 1995                                     |                                          | 4 158                                    |                                          |
| 2000 | 2000                                     |                                          | 3 891                                    |                                          |
| 2005 | 2005                                     |                                          | 3 621                                    |                                          |
| 2010 | 2010                                     |                                          | 3 489                                    |                                          |
| 2015 | 2015                                     |                                          | 3 238                                    |                                          |
| 2020 | 2020                                     |                                          | 2 950                                    |                                          |
| Anm: Uppgifterna avser förhållandena den 31 december nämnda år enligt områdesindelningen den 1 januari 2021. |                                          |                                          |                                          |                                          |

### Språk
Befolkningen efter språk (modersmål) den 31 december 2021. Finska, svenska och samiska räknas som inhemska språk då de har officiell status i landet. Resten av språken räknas som främmande. För språk med färre än 10 talare är siffran dold av Statistikcentralen på grund av sekretesskäl. För Simo kommun betyder det att inget främmande språk framgår i tabellen på grund av för få antal talare.
| Språk                        | Talare 2021-12-31 | Talare 2021-12-31 |
| Språk                        | Antal             | Andel (%)         |
| ---------------------------- | ----------------- | ----------------- |
| Hela befolkningen            | 2 904             | 100,0             |
| Finska                       | 2 876             | 99,0              |
| Svenska                      | 3                 | 0,1               |
| Samiska                      | 0                 | 0,0               |
| Främmande språk totalt       | 25                | 0,9               |
| Språk med färre än 10 talare | 25                | 0,9               |